# Associazione Sportiva Dilettantistica Figline 2007-2008
Questa pagina raccoglie le informazioni riguardanti l'A.S.D. Figline nelle competizioni ufficiali della stagione 2007-2008.

## Risultati

### Serie D

#### Poule scudetto
| 14 maggio 2008 | Figline | 2 – 2 | Giacomense |  |

| 18 maggio 2008 | Sangiustese | 0 – 0 | Figline |  |